# 佐倉準
佐倉 準（さくら じゅん）は、日本の漫画家。福岡県出身。

## 略歴
- 2008年、まんがカレッジにて『こなた彼方の帚星』が入選。
- 2012年、『週刊少年サンデーS』2012年7月号より、『湯神くんには友達がいない』を連載[1]。その後、『週刊少年サンデー』に移籍し、月1回のペースで2019年まで連載[2]。
- 2024年より、漫画配信サイト「サンデーうぇぶり」にて『問題だらけの魔法使い』の連載を開始。

## 作品

### 連載
- 湯神くんには友達がいない（『週刊少年サンデーS』2012年7月号 - 2013年11月号 → 『週刊少年サンデー』2013年48号 - 2019年25号、小学館、全16巻）
- 問題だらけの魔法使い（「サンデーうぇぶり」2024年12月26日[3] - 、連載中）

### 読切
- こなた彼方の帚星（『少年サンデー超』2008年11月25日号） - まんがカレッジ2008年3・4月期入選作品[4]。
- ぼくらのヒーロー（『少年サンデー超』2009年6月25日号） - 「クラブサンデー新人王決定戦」第1回参加作品。
- サンスポット!（『少年サンデー超』2010年6月25日号） - 「クラブサンデー新人王決定戦」第3回参加作品。
- &スマイリー（『少年サンデー超』2011年3月25日号） - 『クラブサンデー』にも掲載。